# Hof van Rieth
Het Hof van Rieth, vroeger Kasteel Everaerts genoemd, is een voormalige woning in Mortsel (1836-1914) die werd verwoest tijdens de Eerste Wereldoorlog.

## Geschiedenis
Maria de Lakethulle de Tervoorde liet in 1836 een woning met lusttuin bouwen op een stuk grond aan het Klein Molenveld in Edegem, ongeveer vier hectare groot. Toen Petrus Everaerts, samen met zijn vrouw Anna de Vooght het kasteel kochten in 1853, kreeg het de naam 'Kasteel Everaerts'. Na hun overlijden erfde hun zoon Joannes het domein in 1868, dat toen meer dan acht ha besloeg. Joannes vergrootte het kasteel verder en kocht gronden bij. Na het overlijden van Joannes in 1904 en het overlijden van zijn tweede echtgenote, Joanna Flemming in 1909, werden er nog gronden bijgekocht en werd het vergroot met een kolenkelder, broeikas en hovenierswoning.
Heinrich Rieth werd de laatste eigenaar van de woning. Hij kocht het in 1912 en vergrootte het met een stuk grond en een vijver. De woning kreeg de naam "Rieth". Het had aan de straatzijde een gevelbreedte van 75 meter.

### Heinrich Peter Rieth
Heinrich Peter Rieth (1844-1918) werd geboren in Bonn in Pruisen op 21 augustus 1844. In 1872 huwde hij Emma Scherer en het gezin vestigde zich in de Kammenstraat in Antwerpen. In 1912 wilde Heinrich Rieth in en aan het kasteel ter hoogte van het zogenaamde ‘molengehucht’ een speelzaal voor de kinderen bouwen, een wintertuin, een eigen feestzaal, enzovoorts. De hovenierswoning (Kasteel Rieth) moest vergroot en aangepast worden voor het gezin Vaes-Rieth.
Rieth was handelaar in Russische petroleum, ontgonnen door de gebroeders Nobel in het gebied bij de Kaspische Zee. Antwerpen was toen reeds een van de belangrijkste opslagplaatsen van petroleumproducten in Europa. Op het 'Eilandje' bevond zich de petroleuminstallatie van H. Rieth & Co onder de naam 'Pétrole Russe Nobel'. Zijn installatie ging op 6 september 1889 bij de ramp van Corvilain in de vlammen op. De werkplaatsen van Joseph Corvilain lagen in de buurt van de huidige Royerssluis. Oorlogspatronen werden er leeggemaakt.
De ramp van Corvilain was het grootste ongeluk dat de haven in vredestijd heeft getroffen: er vielen 84 doden en talrijke gewonden. De schade was enorm: ruim 58.000 vaten petroleum (ruim 9,2 miljoen liter olie) gingen in de vlammen op. In de haven van Antwerpen vind je vandaag 11 terminaloperatoren met een opslagcapaciteit van 6,9 miljoen kubieke meter voor alle mogelijke vloeibare massagoederen. Heinrich Peter Rieth was consul van Rusland (1901-1907) en overleed in Sankt Moritz op 31 januari 1918.

### Einde van Kasteel Rieth
In augustus 1914 werden alle gebouwen afgebrand en alle bomen geveld omdat de woning in het schootsveld van de forten IV en V lag. Dit betekende het einde van Kasteel Rieth. De tuinen en de gronden werden gebruikt als stortplaats en er lag een voetbalveld, ook werd er jaarlijks een motorcross gehouden. Er werd een voorontwerp voor een bijzonder plan van aanleg opgesteld in 1954. Drie jaar later werd de eerste woning op de gronden van van Rieth gebouwd.

## Wijk Hof van Rieth
De wijk Hof van Rieth ontstond in 1956. Op de gronden van de gelijknamig woning dat in 1914 werd verwoest werd gebouwd. Hiertoe behoren de straten Hof van Riethlaan, Sint-Bernadettestraat, Willaard, Selland, Haleblok, Blauwbroedersstraat, Sint-Hathebrandstraat, Walter Pompelaan, Cornelis De Herdtstraat, Abelenstraat, Singel en de Doolhoflaan "In de vierthienste wijcke wesende het Clijn Molenvelt" (beschrijving van de tiendwijken opgesteld in 1699) loopt van de Oude-Godstraat en de Singel tot aan de Molenlei "Het lusthof had destijds een uitgestrektheid van 10 hectaren. Dit buitenverblijf werd om zijn schone aanleg (o.m. een gekende doolhof uit dichtbegroeide hagen, zijn serres, zeldzame planten, ijskelder, Japanse hof) onder de merkwaardige lusthoven uit de omtrek van Antwerpen geteld."
Toen de wijk een parochie werd, kocht pastoor De Laet een paviljoen aan van de wereldtentoonstelling Expo 58 en liet het herbouwen aan de Hof van Riethlaan als noodkerk. Later in 1968 werd de parochiekerk van Sint-Bernadette gebouwd aan het begin van de Sint-Bernadettestraat. In 1995 werd het paviljoen aan de Hof van Riethlaan afgebroken.

## Café Hof van Rieth
In 1967 heeft Brouwerij Alken-Maes een gebouw gekocht met op het gelijkvloers een café. Het eerste huurcontract van de brouwerij ging in op 25 juli 1967. Daarna is de zaak overgenomen van 1971 tot 1979. In 1979 namen Hendrik Hauquier en Bernadette Wuyts de zaak over. Wegens een huwelijksscheiding heeft Wuyts Bernadette de zaak alleen verder gedaan tot het einde van november 2020. De zaak werd iets vroeger gesloten door de coronacrisis van dat jaar. Café Hof van Rieth is altijd een café van Brouwerij Alken-Maes geweest.